# 크랙시
크랙시(CRAXY, 이전 이름: 위시 걸스, Wish Girls)는 SAI 엔터테인먼트가 2018년 말에 결성한 대한민국의 4인조 걸그룹이다. 2020년 3월 3일 정규 앨범 'My Universe'와 타이틀곡 'Aria'로 데뷔했다.

## 이름
멤버 수안은 SBS '한밤'과의 인터뷰에서 그룹명 '크랙시(CRAXY)'에 대해 편견을 깨뜨린다는 의미의 '크랙'(crack)과 멤버들의 시선을 사로잡는 매력을 표현하는 '섹시'(sexy)의 합성어로 설명했다.

## 역사

### 2020 - 데뷔 및 신인년
2020년 2월 13일, 그룹은 데뷔 전 전곡과 타이틀곡 'Aria'를 포함해 총 10트랙으로 구성된 앨범 My Universe로 3월 1일 데뷔한다고 발표했다. 'Aria'의 공식 뮤직비디오는 2020년 3월 3일 공개되었으며, 크랙시 멤버들이 다양한 시대의 한국 역사적 인물을 그려내는 모습이 담겨 있다.

### 2021년부터 현재까지: ZERO 스토리 컨셉과 XX로 재탄생
마이 유니버스는 2021년 타이틀곡 'GAIA'가 수록된 싱글 앨범 ZERO를 시작으로 2021년과 2022년에 다수의 싱글과 미니 앨범을 발표할 예정이다. ZERO는 2022년 2월 24일 타이틀곡 'Dance with God'을 포함한 ZERO 2로 후속작을 발매했다. 크랙시는 2022년 8월 16일 타이틀곡 'Undercover'가 포함된 세 번째 미니앨범 Who Am I 2022를 발매했다.
2022년 11월 10일 디지털 싱글 '포이즌 로즈(Poison Rose)'가 발매되었다. 당초 10월 31일 발매 예정이었던 '포이즌 로즈'는 이태원 참사 이후 국가 애도 기간을 존중해 발매가 연기됐다.
2023년 3월 23일, 'Poison Rose'와 신곡 'NUGUDOM'이 수록된 크랙시(CRAXY)의 네 번째 미니앨범 'XX'가 발매됐다. 크랙시는 XX 발매를 앞두고 소셜 미디어 사이트에서 이전 콘텐츠를 대부분 삭제하고 이미지, 무대 컨셉, 세계관 등 그룹명을 제외한 모든 것을 처음으로 돌아가서 모든 것을 재구성하고 싶다고 조언했다. 'NUGUDOM'은 덜 유명한 아티스트를 조롱하는 이들을 직접적으로 대결해 글로벌 K팝 커뮤니티에서 특히 주목을 받았다.
2023년 5월 9일 앨범 XX의 랩 트랙인 디지털 싱글 "No Limit"가 발매되었다.
2023년 7월 31일, 회사의 결정으로 채이는 그룹에서 탈퇴하게 되었다.

## 회원
- 우아 - 리더, 메인래퍼, 보컬
- 수안 – 메인 보컬, 막내
- 혜진 - 리드래퍼, 리드댄서, 보컬
- 카린 – 메인 댄서, 랩퍼, 보컬

### 전 멤버
- 채이